# Tethya aurantium
Tethya aurantium är en svampdjursart som först beskrevs av Peter Simon Pallas 1766.  Tethya aurantium ingår i släktet Tethya och familjen Tethyidae. Inga underarter finns listade i Catalogue of Life.